# Exciter (effet)
Pour les articles homonymes, voir Exciter.
Un exciter est une technique de traitement audio utilisée pour améliorer un signal par égalisation dynamique, manipulation de la phase, synthèse harmonique des signaux (généralement) à haute fréquence et par l'ajout d'une distorsion harmonique subtile. Cette technique peut être utilisé sur un seul instrument ou lors du mastering. Du matériel connu dans le milieu musical comme l'Aphex Exciter, dont la conception date de 1975, peut être utilisé pour ce type de technique.

## Enhancer
L'exciter est apparenté à l'enhancer, qui fonctionne selon un principe similaire à celui d'un exciter, mais utilise une série de filtres audio. De nombreux modèles ne créent pas de nouvelles harmoniques, mais analysent les harmoniques existantes, les accentuent de manière dynamique et travaillent avec des effets de temps de propagation pour élargir l'impulsion. Selon la fréquence des filtres, l'enhancer a des objectifs différents et des propriétés sonores différentes.